# Vulcain macaronésien
Vanessa vulcania
Espèce
Le Vulcain macaronésien (Vanessa vulcania) est une espèce de lépidoptères de la famille des Nymphalidae, originaire des îles Canaries et de Madère.

## Systématique
L'espèce Vanessa vulcania a été décrite par l'entomologiste français Jean-Baptiste Godart en 1819. Sa localité type est Tenerife.
Pendant longtemps, elle a été traitée comme une sous-espèce de l'espèce asiatique nommée Vanessa indica, morphologiquement très ressemblante, mais dont l'aire de répartition se situe à plusieurs milliers de kilomètres,.

## Morphologie
Les imagos ont une apparence proche de ceux de l'espèce voisine Vanessa indica.

## Distribution et biotope
Comme son nom français l'indique, Vanessa vulcania est endémique de Macaronésie ; l'espèce n'est résidente qu'aux îles Canaries et à Madère,. Des individus erratiques atteignent cependant parfois les côtes d'Europe de l'Ouest.
Son habitat principal est constitué de la laurisylve, mais elle se rencontre aussi dans des parcs et les jardins. En altitude, elle remonte jusque dans la caldeira de las Cañadas.[réf. nécessaire]

## Biologie

### Phénologie
Vanessa indica est multivoltine et ne semble pas avoir de diapause.

### Plantes hôtes
Les plantes hôtes de la chenille sont Urtica morifolia et Parietaria sp..